# Есперанто клуб
Есперанто клуб, наричан още Есперантски клуб е клуб, в който се срещат владеещите езика есперанто. Клубовете по есперанто съществуват от края на XIX в., когато се развива движението на есперантистите.

## Характеристика
Есперанто клубовете се отличават по различни параметри като постоянно място, постоянни членове, които плащат месечен внос, разнообразие и цели на срещите (преподавателски клуб, студентски клуб, изследователски клуб), определено ниво на владеене на есперанто, провеждане на обучителни курсове по езика, отношение към национални есперанто организации.
Сред целите на есперанто клубовете са лекции на езика, международни срещи, мероприятия в подкрепа на многоезичието и обществени инициативи.

## История
Първият есперанто клуб води историята си от привърженици на световния език волапюк, които под влиянието на Леополд Айнщайн преминават на есперанто. Първият есперанто клуб е създаден в Нюрнберг през 1888 г. и издава вестник La Esperantisto. През 1889 г. са основани есперанто клубове в Москва и София, а до 1895 г. вече съществуват над 20 клуба в различни градове по света. Повечето клубове обаче оцеляват по-малко от година и до 1904 г. активни са клубовете в Упсала, Санкт Петербург и Одеса.
През 1907 г. е основан Български есперантски съюз, а от 1919 г. излиза списанието „Български есперантист“. Съществуващи български есперанто клубове във Враца, Сливен и Русе. Врачанският клуб „Верда ракето“ е основан от Бойчо Младенов през 1963 г., когато градът е домакин на 19-ия международен младежки есперантистки конгрес. През декември 2013 г. на специална изложба са представени факти от историята на есперантското движение в града.
Русенският клуб с председател Иванка Иванова съществува от повече от 100 години, като дружеството участва на множество международни конференции. В библиотеката на русенския клуб се съхраняват преводи на есперанто на български автори като Иван Вазов и Емилиян Станев.
През годините такива клубове са съществували в Средец и Казанлък.
Известни есперанто клубове са Золоти Ворота в Киев и Московски есперантистки клуб „Лев Толстой“.
В света съществуват над 500 есперантски клуба, а през януари 2017 г. е проведена 15-а международна среща на есперанто клубовете в Саарбрюкен, Германия.